# Quintus Fabius Maximus Eburnus

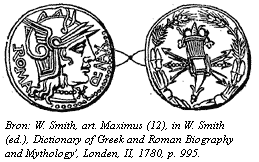
Munt van Quintus Fabius Maximus Eburnus.

Quintus Fabius Maximus Eburnus was lid van de gens Fabia. Als praetor urbanus (stadspraetor) zat hij de afzettingsprocedure tegen de door Lucius Licinius Crassus van maiestas beschuldigde Gaius Papirius Carbo voor (Cic., De Orat. I 26.). Hij is samen met Gaius Licinius Geta consul in 116 v.Chr.. Hij veroordeelde een van zijn zoons ter dood omwille van zijn immoraliteit, maar werd daarop aangeklaagd door Gnaeus Pompeius Strabo, die hem aanwreef dat hij hiermee de bevoegdheden van zijn patria potestas te buiten ging. Hierop ging hij in ballingschap, waarschijnlijk naar Nuceria (Cic., Pro Balb. 11; Val. Max, VI 1 § 5; Oros., V 16.).

## Beknopte bibliografische referentie
- W. Smith, art. Maximus (12), in W. Smith (ed.), Dictionary of Greek and Roman Biography and Mythology, Londen, II, 1873, p. 131.